# Michalovce
Michalovce (en húngaro: Nagymihály) es el centro natural, económico y cultural de la región de Zemplin, en el distrito de Košice al este de la República de Eslovaquia.

## Población
Según su último censo la ciudad supera los cuarenta y tres mil habitantes, dedicados a la producción de servicios para diversos núcleos menores de población en el entorno comarcal, la agricultura (cereales, viña, forrajes, frutos secos) administrada por medio de variados centros cooperativos, y una diversificada actividad industrial : metalúrgica, cerámica, textil, electrónica, de la construcción y de productos alimentarios.

## Contexto geográfico
Sobre su núcleo urbano, a 114 m s. n. m. y bañado por el río Laborec, se levantan dos alturas boscosas que definen el paisaje abierto de la llanura natural que lo rodea: la forma distintiva de la colina Hradok con 163 m s. n. m., y en los alrededores del lago Sirava, la más extensa de Biela Hora, qua asciende suavemente hasta los 159 m s. n. m.

## Historia
Su documento fundacional está datado en 1244, pero en el entorno hay testimonios de ocupación neolítica, de los invasores celtas, de la presencia romana y de la dominación húngara. En 1867 la villa adquirió definitivamente su carácter urbano, como eje de las numerosas aldeas agrícolas de la comarca y como sede administrativa del distrito. Toda su historia está bien reflejada en el Museo Municipal instalado en un edificio barroco que fue residencia principesca de la familia Sztaray, el cual adquiere su forma arquitectónica definitiva a comienzos del siglo XIX, y en el que se albergan igualmente secciones dedicadas a las artes plásticas (con mención especial al pintor impresionista francés Mousson), la cerámica artística, la etnología y el medio natural del Zemplin. La ciudad recuerda su pasado comercial en el medievo con una feria anual que celebra durante dos días a finales del mes de agosto. Su bandera oficial consta de dos franjas horizontales con los colores amarillo y azul.

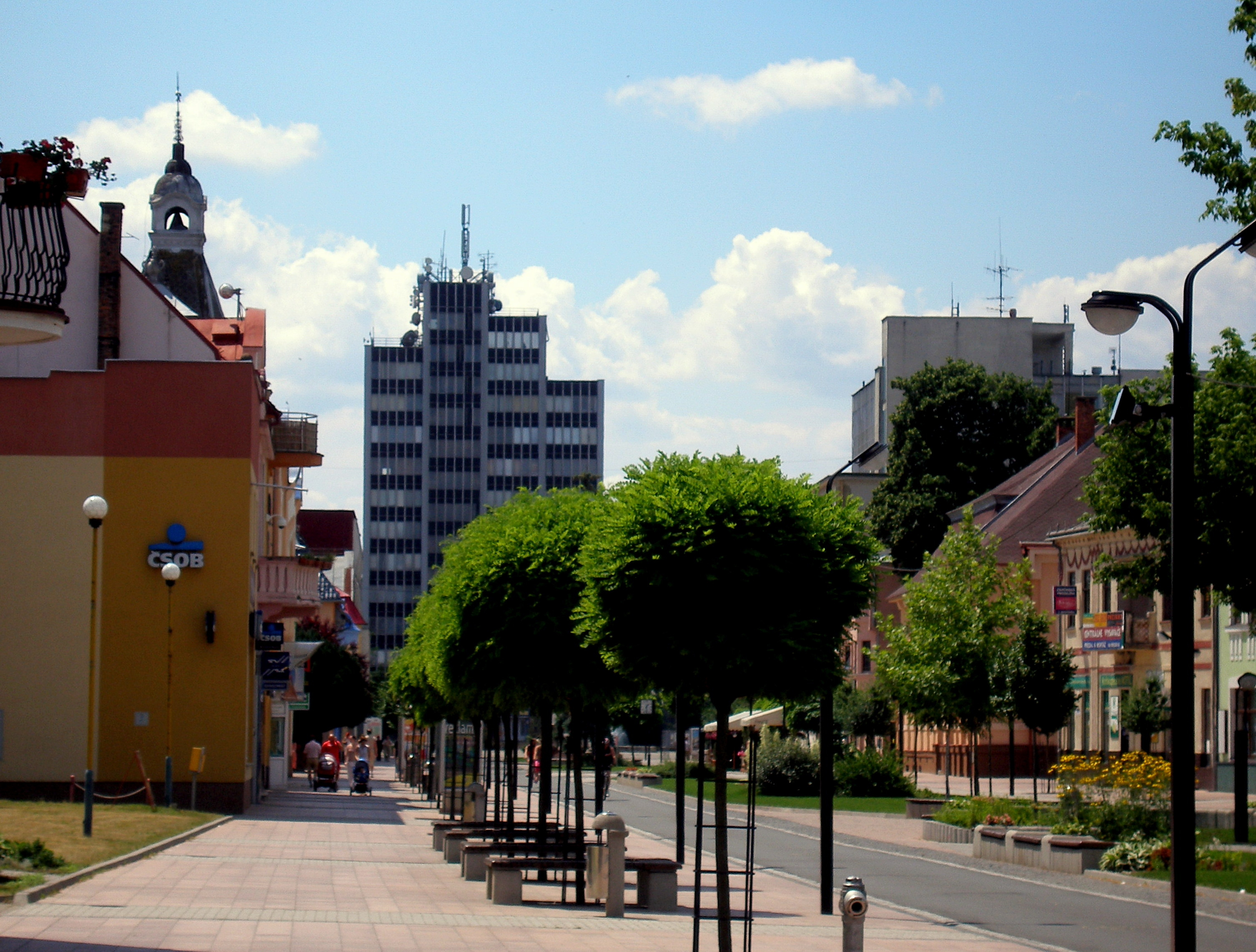
Calle peatonal.

## Demografía
| Año        | 1994   | 2004    | 2014    | 2024     |
| ---------- | ------ | ------- | ------- | -------- |
| Población  | 40 836 | 39 842  | 39 510  | 35 310   |
| Diferencia |        | −2,43 % | −0,83 % | −10,63 % |

| Año        | 2023   | 2024    |
| ---------- | ------ | ------- |
| Población  | 35 584 | 35 310  |
| Diferencia |        | −0,77 % |

## Deportes
En la ciudad de Michalovce juega el MFK Zemplín Michalovce que juega en la Superliga.

## Servicios y cultura
Entre las dotaciones municipales se pueden señalar dos hospitales (uno de ellos con servicio anexo de psiquiatría y otro con centro de hemodiálisis), y dos policlínicas de atención inmediata. El Hospital y policlínica Štefan Kukura fue fundado en 1773, tiene 99 departamentos médicos y cuenta con más de 700 camas.
Además del Museo Municipal su infraestructura se completa con un Auditorio y un anfiteatro al aire libre, en donde se celebran habitualmente festivales folclóricos, tres bibliotecas, un observatorio astronómico y una Casa de Cultura Regional. El deporte puede ser practicado en las diversas instalaciones de atletismo especializado de los centros educativos, pero también en una piscina cubierta, un estadio de jockey sobre hielo y dos de balonmano, y en el campo de fútbol municipal.

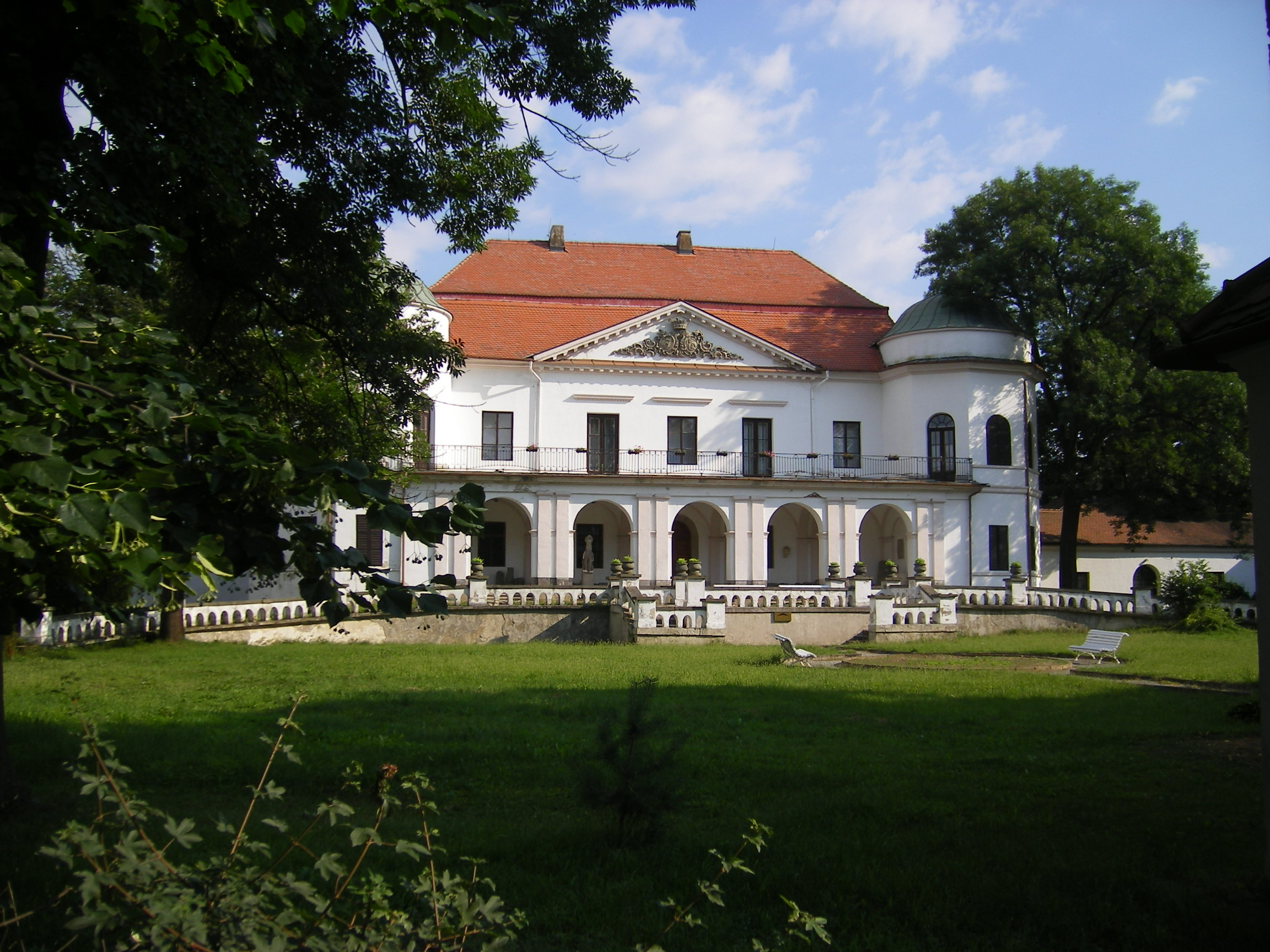
Palacio Sztáray, Museo de la Ciudad.

Hay diez centros de educación primaria y nueve de secundaria (el más antiguo “Pavol Horov Gimnazium” inaugurado en 1922), además de Escuelas Superiores de Economía, Informática y Periodismo, y una escuela de Diplomados en Enfermería, dependientes de la Universidad de Kosice. Siendo mayoritaria la religión católica entre la población (de la Iglesia latina, aunque también hay presencia de católicos orientales), existen también colectivos de practicantes ortodoxos, calvinistas, evangélicos. Hay igualmente comunidades religiosas de frailes redentoristas, salesianos y monjas teresianas. La parroquia católica latina, ubicada en un edificio neoclásico acabado de construir en 1784, conserva un interesante retablo en el altar mayor, un púlpito y otros elementos de estilo barroco, y tiene como advocación titular la “Natividad de la Virgen María”. La iglesia católico-griega, consagrada al “Espíritu Santo” está edificada en estilo neobizantino, con iconostasio y pinturas murales de principios del XX. La parroquia ortodoxa está dedicada a los santos “Cirilo y Metodio” y guarda el estilo de la arquitectura tradicional.

## Atractivos turísticos
La ciudad de Michalovce es un destino turístico muy popular en Europa Central, por tener junto a ella el embalse artificial que constituye el Zemplinska Sirava, el lago más grande de la zona junto al Balatón húngaro, y popularmente conocido como “el mar eslovaco”. Tiene 11 km de longitud y una anchura de 3,5 km con una profundidad media de 9,5 m, la mayor parte navegables, y está protegido de los vientos por la sierra de Vihorlat, ofreciendo excelentes condiciones climáticas para el ocio y los deportes acuáticos, mientras que en su parte más oriental presenta un espacio natural de gran interés ornitológico. Lo rodean siete áreas turísticas de esparcimiento, bien accesibles desde la carretera que bordea el lago, con zonas de acampada y numerosos establecimientos hoteleros y de restauración. 

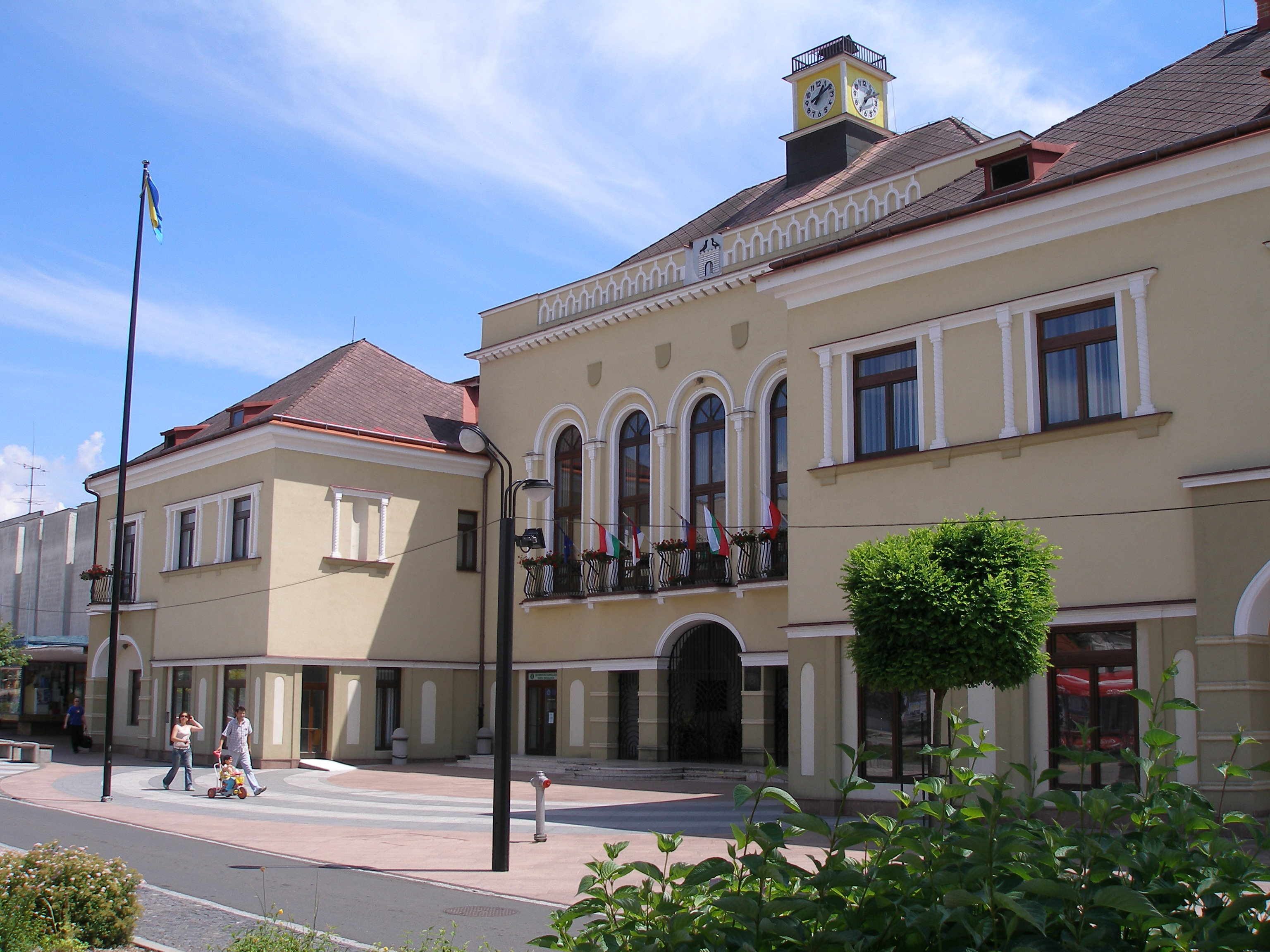
Ayuntamiento.

En medio de una zona boscosa y junto a las plantaciones agrícolas que producen un conocido vino blanco se encuentra además el lago natural Vinnè, rodeado de diversos puntos para la actividad deportiva i de ocio. Finalmente, a pocos kilómetros de la ciudad de alza el monte Vihorlat (1075 m s. n. m.) con diversos cráteres de origen volcánico, en uno de los cuales se halla el lago “Morske Oko” con una peculiar variedad de formas vegetales.

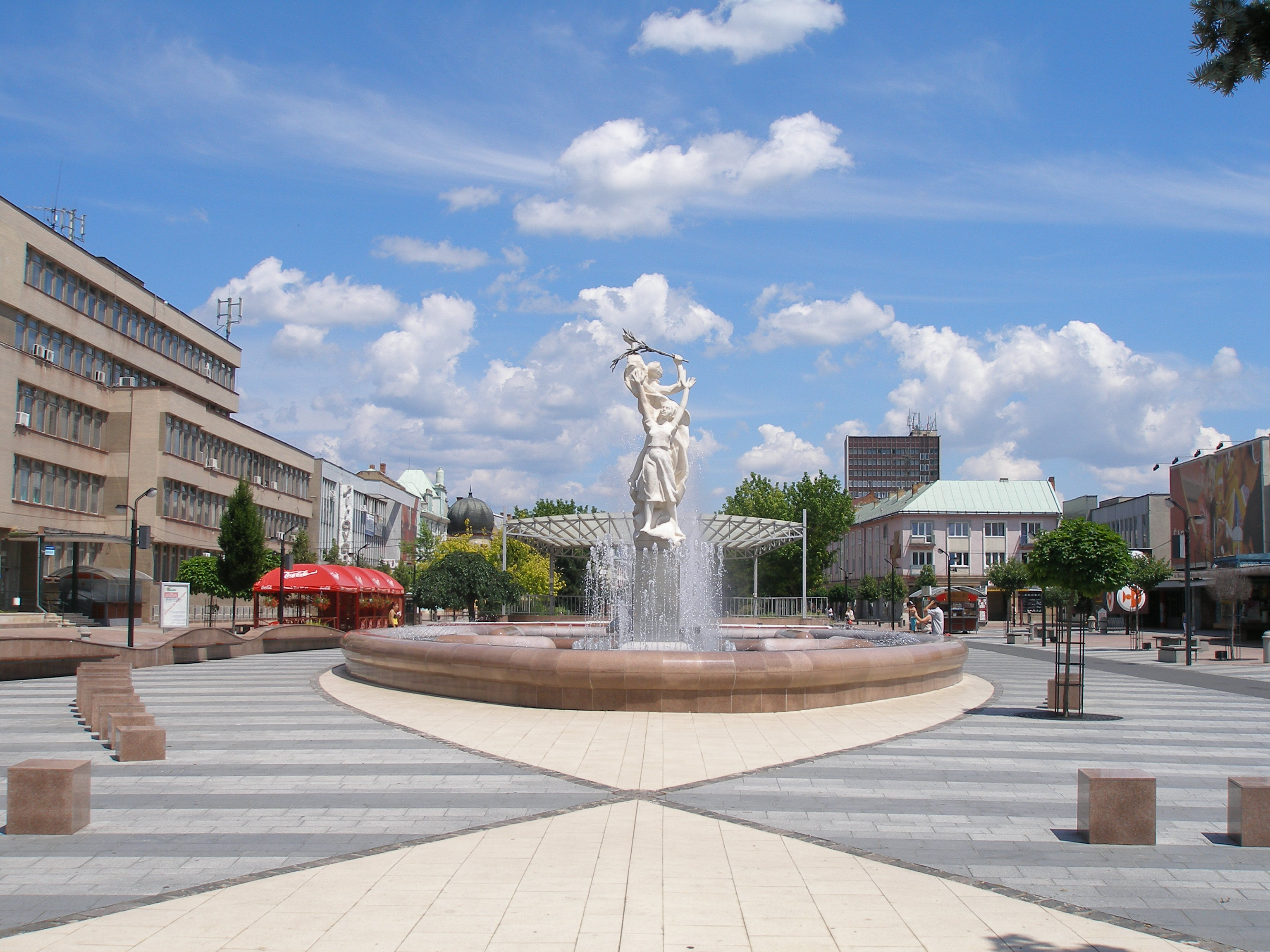
Monumento a la Primavera.

Aparte de los edificios ya citados (iglesias y museo), la avenida principal de la ciudad, zona ajardinada y peatonalizada con intensa actividad comercial y social, permite la contemplación de diversas edificaciones de estilo modernista, entre las cuales las oficinas centrales del Ayuntamiento, el centro de cultura nacional “Matica Slovenská”, el antiguo hostal “El toro dorado”, el restaurado “Hotel Grand” o la primera farmacia de la población. Interesante también es la capilla neogótica que alberga el mausoleo de la familia Sztaray en la colina Hradok, donde se halla también un cementerio Memorial de los soldados muertos en la II Guerra Mundial. La arquitectura contemporánea está muy bien representada en la nueva estación de ferrocarril, el edificio del departamento municipal de Hacienda o algunas de las más recientes instalaciones bancarias.
En la ciudad, aparte de otros establecimientos menores, está bien asegurado por los hoteles “Druzba”*** (quince plantas), y “Jalta”****, complementados con una gran diversidad de restaurantes y cafeterías de cocina tradicional eslovaca e internacional.

## Además
Dentro del proyecto de la Europa de los Pueblos y los Ciudadanos, Michalovce está hermanada con la ciudad española de Villarreal, además de con otras de su entorno geográfico: Polonia, Hungría, la República Checa y Ucrania.